# Bar do Leo
Bar do Leo é um álbum de estúdio do cantor sertanejo Leonardo lançado oficialmente no dia 25 de abril de 2016 pela Sony Music e pela Talismã Music. Semelhante ao formato do projeto "Cabaré", a escolha do repertório foi composto por canções que o cantor Leonardo gosta de ouvir nos seus momentos de intimidade com os amigos e a família. A produção musical do álbum ficou por conta de Romário Rodrigues e Leandro Porto.

## Faixas
| N.º | Título                                            | Compositor(es)                                 | Duração |  |
| 1.  | "Choro Choro de Saudade"                          | Fabiano Minas / Klerão Strada                  | 3:34    |  |
| 2.  | "O Gelo"                                          | André Vox / Diego Ferreira / Everton Matos     | 2:57    |  |
| 3.  | "Pergunte ao Dono do Bar"                         | Carlinhos Maia / Manoel Mello / Marquinhos Paz | 3:12    |  |
| 4.  | "Do Bar Pra Igreja"                               | Eder Brandão / João Gustavo / MAracaí          | 3:05    |  |
| 5.  | "Prazer Por Prazer"                               | Alvaro Socci / Eduardo Costa                   | 3:13    |  |
| 6.  | "Só Um Grande Amor (All Out of Love)"             | Clive Davis / Graham Russell                   | 3:35    |  |
| 7.  | "Tranque a Porta e Me Beija"                      | Fátima Leão / Zezé Di Camargo                  | 2:47    |  |
| 8.  | "Segredo de Alma"                                 | Lola Ortiz / Marco Aurélio / Paula Mattos      | 3:19    |  |
| 9.  | "Embriagado de Amor"                              | Bigair Dy Jaime / Luan Renato                  | 3:09    |  |
| 10. | "Dona do Meu Destino"                             | Zeh Enrique                                    | 3:55    |  |
| 11. | "Linda, Linda"                                    | José Fernandes                                 | 3:47    |  |
| 12. | "Bora Tomar Uma"                                  | Eduardo / Ray                                  | 2:50    |  |
| 13. | "Ternura (Somehow It Got To Be Tomorrow) (Today)" | Estelle Levitt / Kenny Karen                   | 3:12    |  |

## Desempenho nas paradas
| Paradas (2016)               | Melhor posição |
| ---------------------------- | -------------- |
| Brasil (TOP 20 Semanal ABPD) | 1              |
| Brasil (iTunes Album Chart)  | 2              |